# Nicolas Mohr
Nicolas Mohr (sinh ngày 1 tháng 5 năm 1996) là một cầu thủ bóng đá người Áo hiện tại thi đấu ở vị trí thủ môn cho SC Austria Lustenau.